# Tomopisthes pusillus
Tomopisthes pusillus är en spindelart som först beskrevs av Hercule Nicolet 1849.  Tomopisthes pusillus ingår i släktet Tomopisthes och familjen spökspindlar. Inga underarter finns listade i Catalogue of Life.